# Ентоні Кролла
Ентоні Кролла (англ. Anthony Crolla; нар. 16 листопада 1986, Манчестер, Велика Британія) — британський боксер-професіонал, виступає в легкій ваговій категорії. Чемпіон світу за версією WBA (18 липня 2015 — 24 вересня 2016), претендент на титул чемпіона світу за версією WBA (2019), WBO (2019) та The Ring (2019).

## Професійна кар'єра
Дебютував на професійному рингу 14 жовтня 2006 року у поєдинку проти співвітчизника Абдула Рашида, якого переміг одноголосним рішенням суддів.
Першої поразки зазнав 5 квітня 2008 року в бою проти сирійського боксера Юссефа аль-Хаміді, втім, 26 вересня того ж року взяв у нього реванш.
2 жовтня 2010 року переміг в бою за вакантний титул чемпіона Англії в другій напівлегкій вазі співітчизника Енді Морріса. 12 лютого 2011 року переміг в бою за вакантний титул чемпіона Великої Британії в легкій вазі Джона Ватсона. Втратив цей титул 21 квітня 2012 року в поєдинку проти Деррі Метьюса технічним нокаутом. Повернув собі пояс чемпіона Англії 7 грудня 2012 року в бою проти Кірена Фарелла. За словами Кролли, якби він програв цей бій, то покинув би спорт і пішов би працювати охоронцем. Але він виграв, причому після бою виявилося, що у Фарелла стався крововилив у мозок, через що той ледь не помер. Ентоні дуже переживав із цього приводу.
28 червня 2013 року переміг співвітчизника Гевіна Різа і здобув вакантний пояс інтерконтинентального чемпіона WBO в легкій вазі. Потім тричі успішно захищав цей титул.
У 2014 році Кролла погнався за двома грабіжниками, яких виявив біля свого помешкання, але коли догнав, отримав сильний удар по голові чи то бітою, чи то цеглиною. Через це він змушений був пропустити найближчий бій.
18 липня 2015 року провів бій проти Дарлейса Переса з Колумбії за титул чемпіона світу за версією WBA в легкій вазі. Поєдинок закінчився унічию, тому титул зберіг діючий чемпіон Дарлейс Перес. 21 листопада того ж року відбувся матч-реванш, в якому Ентоні Кролла переміг, нокаутувавши Переса у п'ятому раунді, і став чемпіоном світу.
7 травня 2016 року захистив пояс чемпіона WBA проти венесуельця Ісмаеля Бароссо.
Втратив пояс чемпіона світу 24 вересня 2016 року, програвши співвітчизнику Бароссо Хорхе Лінаресу одноголосним рішенням суддів. 25 березня наступного року відбувся матч-реванш, в якому Лінарес знову переміг одноголосним рішенням суддів, зберігши титул чемпіона WBA.
Наступні три бої після другої поразки від Лінареса Ентоні Кролла виграв.
12 квітня 2019 року Ломаченко мав провести наступний об'єднавчий поєдинок з чемпіоном світу за версією IBF Річардом Коммі з Гани. Однак у лютому 2019 року стало відомо, що Коммі не зможе вийти на цей поєдинок через те, що не до кінця відновився після травми правої руки. В той же час компанія Top Rank і Ломаченко вирішили провести 12 квітня 2019 року бій-захист титулів Василя проти обов'язкового претендента по лінії WBA Ентоні Кролли. Бій відбувся в «Стейплс-центрі», Лос-Анджелес. В кінці третього раунду після затяжної атаки Василя рефері почав відлік британцеві, але Кроллу від добиття врятував гонг, який пролунав через 3 секунди після поновлення поєдинку. Але вже на першій же хвилині наступного раунду українець відправив Ентоні Кроллу у важкий нокаут після правого бокового у скроню.
Визнавши закономірність своєї поразки від Ломаченка, Кролла вирішив провести прощальний бій у рідному Манчестері і завершити боксерську кар'єру.
2 листопада 2019 року в завершальному бою своєї кар'єри проти іспанця Френка Уркіаги, який народився в Перу, Ентоні зумів отримати перемогу, але рішення суддів виставити рахунок 97-93 і 98-92 на користь Кролли у близькому бою було досить спірним.  Третій суддя нарахував нічию 95-95. Кролла боксував так, наче бажання битися покинуло його ще до початку бою. Не дивно, що після оголошення результата Уркіага, у якого вкрали перемогу і "континентальний" титул WBA, з огидою залишив ринг.